# Cimetière juif de Niederzissen
Le cimetière juif de Niederzissen est un cimetière juif dans la commune allemande de Niederzissen (Am Sauerbrunnen), en Rhénanie-Palatinat. C'est un monument culturel protégé.
On y trouve 85 pierres tombales de personnes décédées jusqu'à 1942. Il s'étend sur 11,64 ares.
Les juifs de Burgbrohl, Bürresheim, Kempenich, Niederweiler, Rieden und Volkesfeld sont aussi enterrés ici.

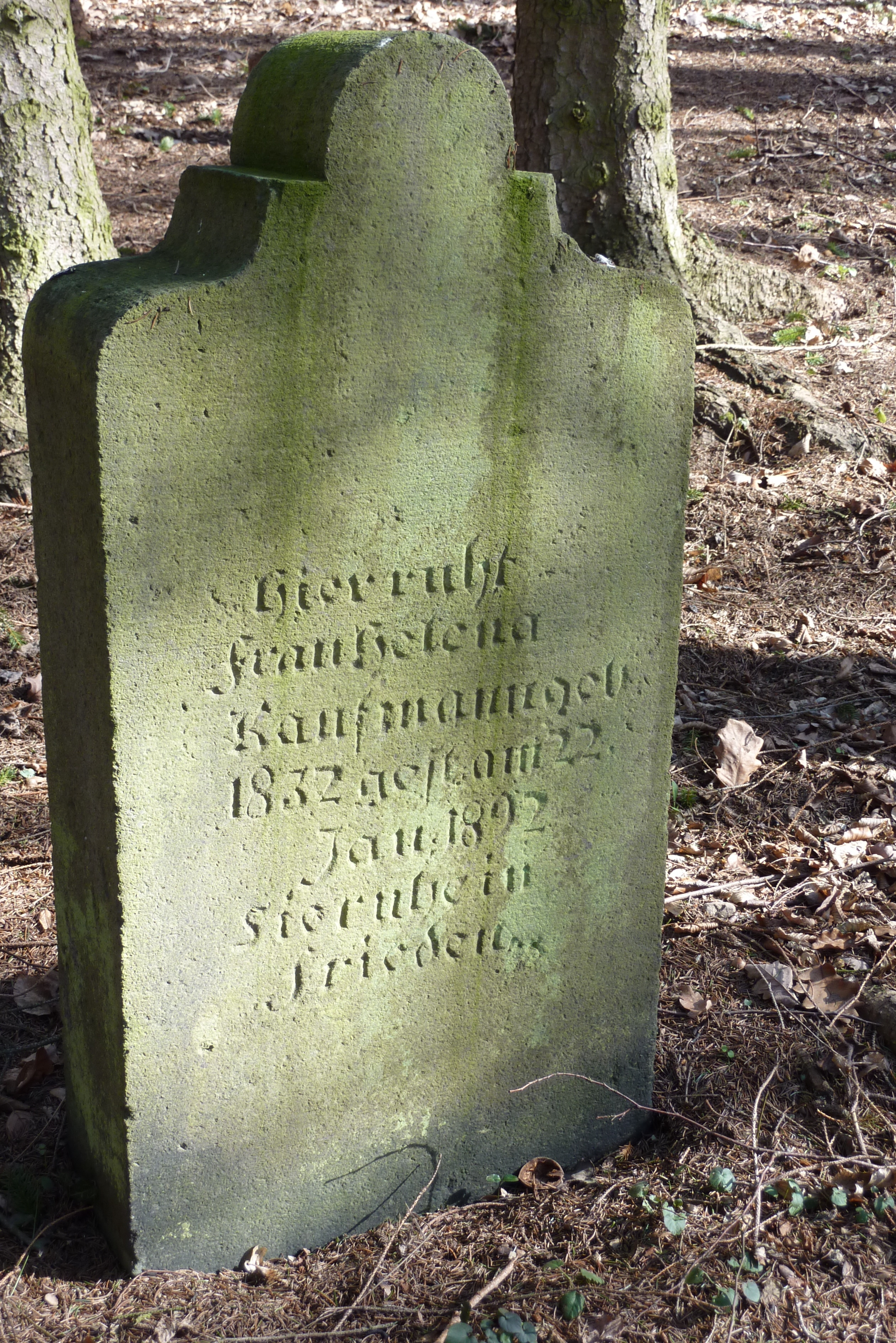
Pierre tombale
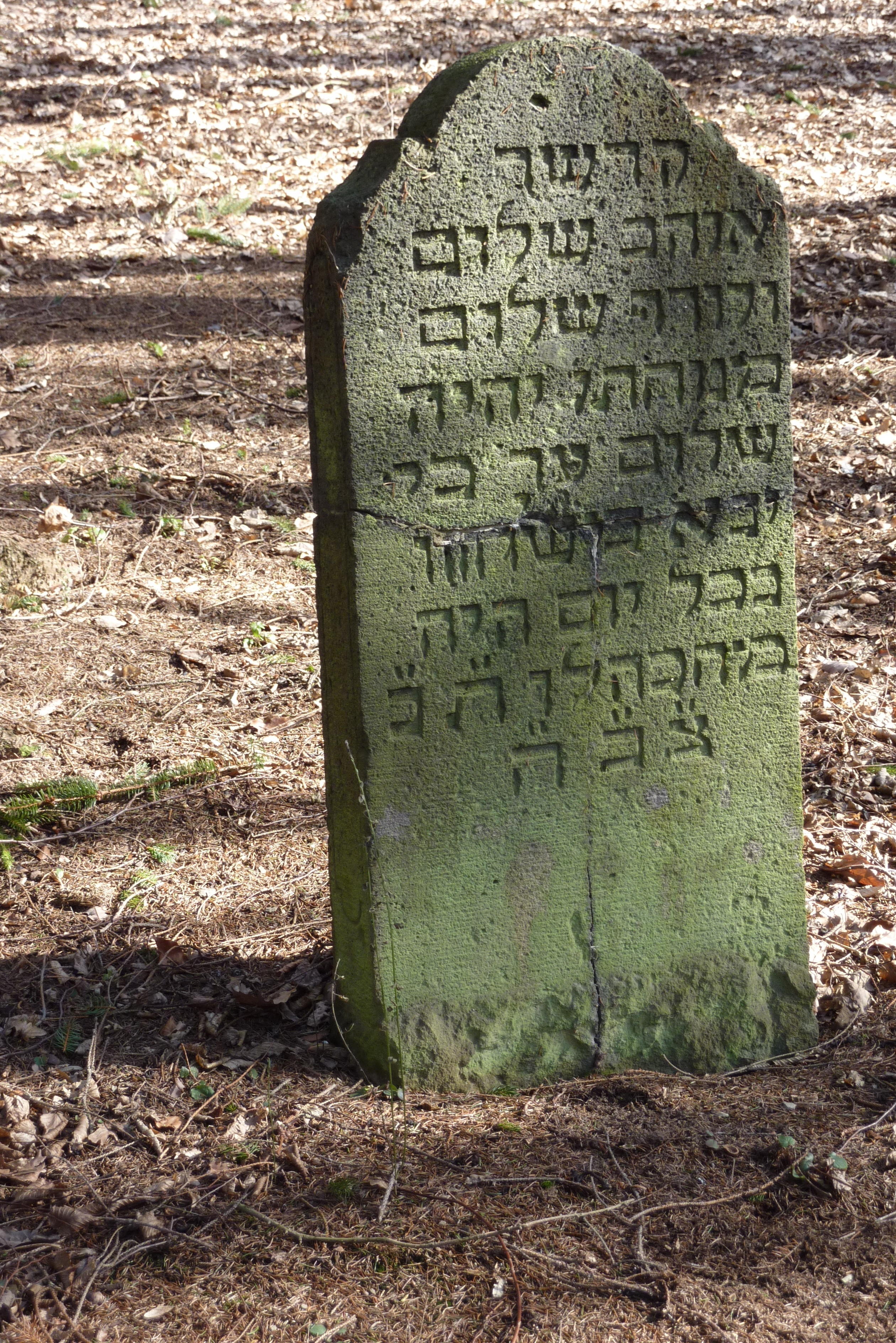
Pierre tombale
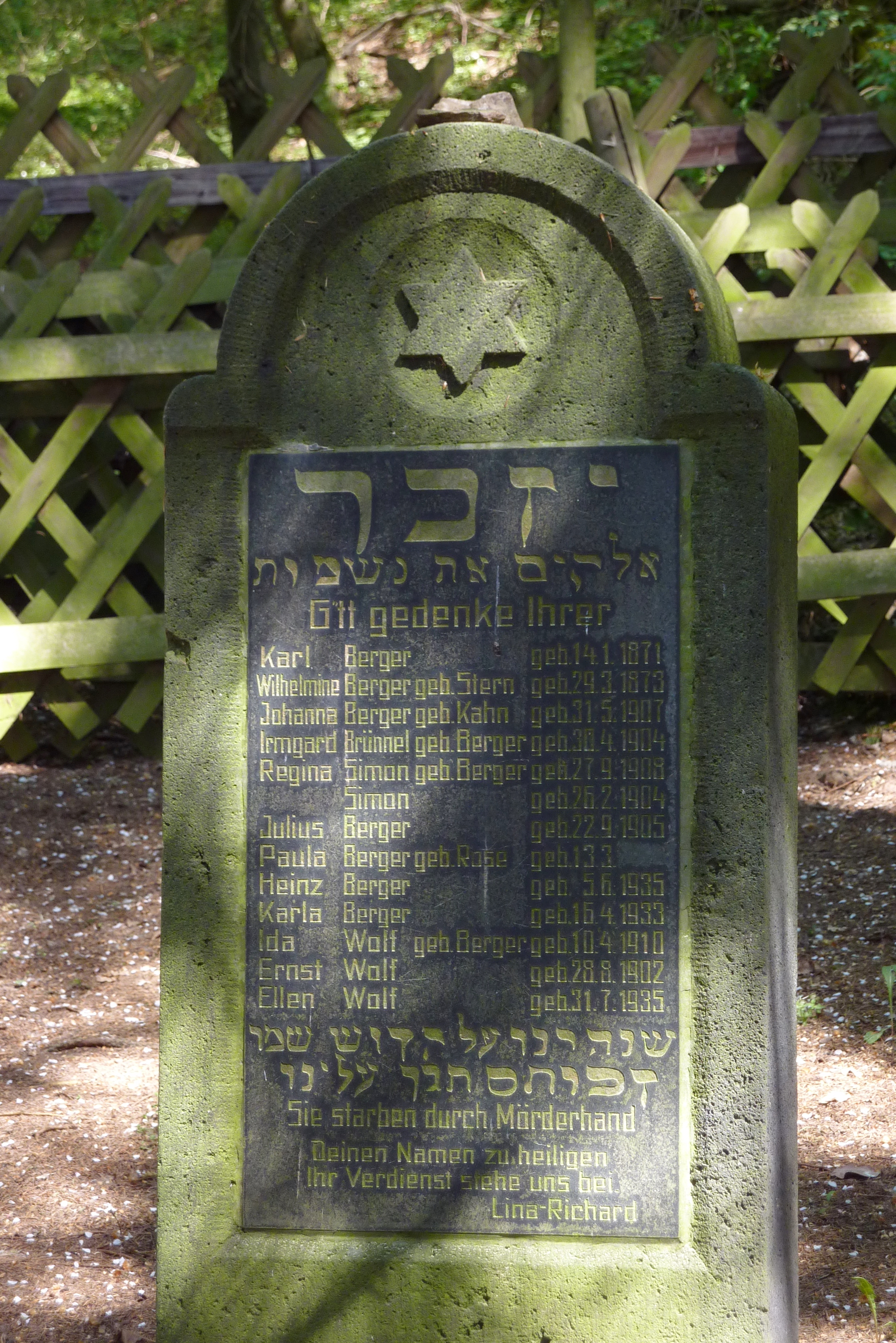
Monument pour les membres de la famille Berger, tués par les Nazis